# Episkopi-Bamboula
Episkopi-Bamboula, vielfach vereinfachend Bamboula genannt, ist eine archäologische Fundstätte auf Zypern, die zuletzt von Gisela Walberg von der University of Cincinnati ausgegraben wurde. Bamboula liegt an der Südküste der Insel zwischen der Mündung des Kouris, der der einzige dauerhaft Wasser führende Fluss in der Bronzezeit war, und dem Dorf Episkopi auf einem etwa 14 m hohen Hügel. Im Umkreis von wenigen Kilometern liegen weitere Fundstätten der Epochen zwischen Chalkolithikum und Zyproarchaischer Zeit. Die jüngsten Grabungen von Walberg brachten Klarheit über die Entwicklungen in der Späten Bronzezeit IA, also der Entstehungszeit der Stadt. Bamboula bestand von etwa 1600/1500 v. Chr. bis zum Ende der Bronzezeit.
Die erste Ausgrabung wurde unter Leitung von John Franklin Daniel 1937 und 1948 durchgeführt, der allerdings 1948 verstarb. Saul S. Weinberg und Jack Leonard Benson führten 1951 und 1954 weitere Grabungen durch und publizierten die Ergebnisse ihres Vorgängers. Freigelegt wurde eine Siedlung mit Gräbern an ihrem Rande.
Der überwiegende Teil der Funde stammte aus dem 13. Jahrhundert und dem beginnenden 12. Jahrhundert. Quadermauerwerk und eine Säule weisen auf Monumentalarchitektur hin. Ein Stadttor und ein 90 m langer Abschnitt der Stadtmauer wurden ebenfalls entdeckt. Häuser mit mehreren Räumen, Werkstätten und eine Straße traten zutage, eine Mauer aus dem 14. Jahrhundert mit Türmen, einige ungestörte Gräber wurden ausgegraben.
Bamboula hatte offenbar Kontakte nach Ägypten, in die Levante und zum mykenischen Griechenland. Daniel fand Fragmente, die zum „Window Krater“ gehörten, einem Gefäß, das sich im British Museum befand. Dieser wurde auf 1400–1350 v. Chr. datiert und befindet sich nun im Zypernmuseum. Zahlreiche Fragmente von Pithoi belegen, dass extensiv Vorräte angelegt wurden. Funde von Luxusgütern aus der Nekropole, wie Objekte aus Gold, Elfenbein, Blei und Alabaster verweisen auf eine Führungsschicht und eine stratifizierte Gesellschaft. Auf eine Art Verwaltung deuten sieben Zylindersiegel hin sowie der Gebrauch der zypro-minoischen Schrift. Insgesamt ähneln die Befunde denen von Enkomi. Unklar ist noch das Verhältnis zum flussaufwärts gelegenen Alassa.
In geringem Umfang wurde in der Siedlung Metall verarbeitet, wie Sägen, Nadeln und Speerspitzen erwiesen, die offenbar vor Ort hergestellt wurden.
Am Ende der Späten Bronzezeit IIIA (1200–1100 v. Chr.) wurden die Häuser von Area A am Ende von Schicht D zerstört. Die Häuser A.V und A.VI in Stratum E wurden unter Einebnung des Schutts der zerstörten Häuser nach demselben Muster wiederaufgebaut. Die Wände wurden unmittelbar auf die Wände des zerstörten Hauses gebaut. Es waren diese Häuser, die mittels hölzerner Pfosten und Felssteinen Trennwände im Straßenraum errichteten und sich so vergrößerten. Gegen Ende von Stratum D wurden die Häuser der Zone A zerstört, jedoch gleichfalls an derselben Stelle wieder aufgebaut.
Lage Area A: 34° 40′ 23″ N, 32° 54′ 38,3″ O
Area E hat generell größere Häuser, die in von Straßen abgegrenzten Blöcken errichtet wurden, während die Anordnung in Area A organischer ist. Dahinter könnte ein entsprechendes planerisches Konzept mit bewusst unterschiedenen Zonen stecken.
Lage Area E: 34° 40′ 25,3″ N, 32° 54′ 31,7″ O
Im Penn Museum befinden sich heute über 600 Objekte aus Bamboula, die meisten von ihnen stammen aus der Nekropole, aus über 30 Gräbern. In den meisten Fällen handelt es sich um Keramikfragmente, aber auch Terrakotta-Lampen, elfenbeinerne Stücke, Glasperlen, Spinnwirtel, Webgewichte, Siegel, Goldschmuck und einen Silberring. Hinzu kommen etwa 30 Exponate aus Grab 4, das etwa 300 m südlich der Area E liegt und aus der ersten Hälfte des 5. Jahrhunderts v. Chr. stammt.